# Rhamphina pedemontana
Rhamphina pedemontana är en tvåvingeart som först beskrevs av Johann Wilhelm Meigen 1824.  Rhamphina pedemontana ingår i släktet Rhamphina och familjen parasitflugor. Inga underarter finns listade i Catalogue of Life.